# Пакараму
Пакараму — па, 34-я буква алфавита телугу, обозначает глухой губно-губной взрывной согласный.
Гунинтам:  పా, పి, పీ, పు, పూ, పె, పే, పై, పొ, పో, పౌ.
Подстрочная буква «па» называется паватту:

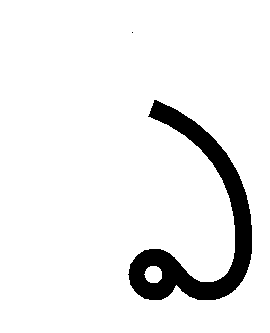
Паватту (телугу)
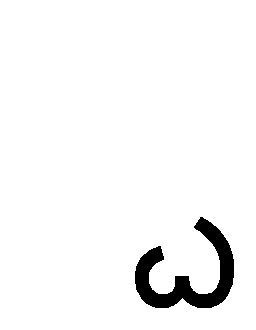
Паватту (каннада)
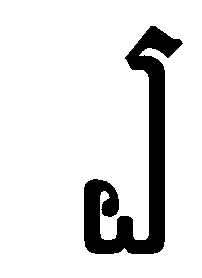
Тьенг ба (кхмерская паватту)